# 2008 TC3

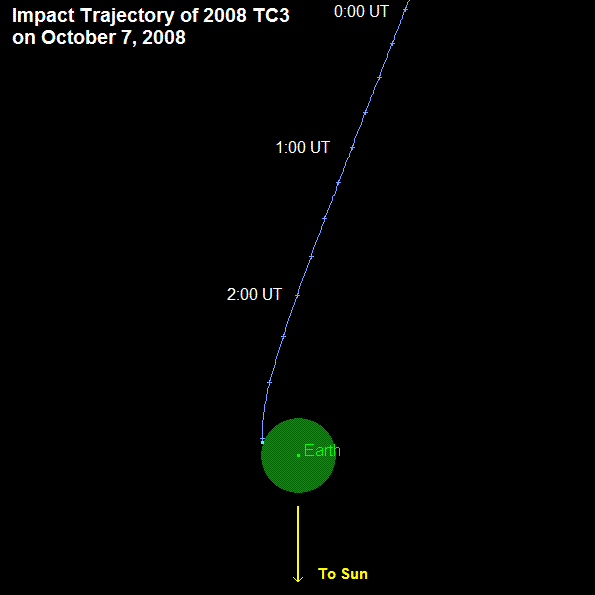
Den blå linjen motsvarar meteoroidens bana när den närmade sig jorden.

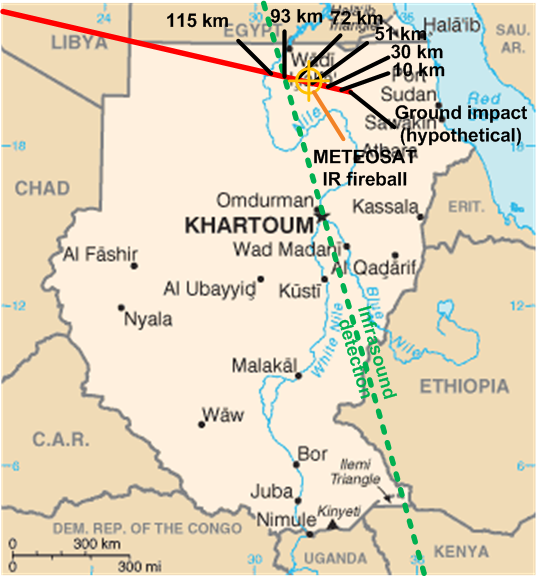
Objektets bana över Sudan. Den röda linjen är objektets bana som slutar där den skulle ha slagit i marken. Den gröna linjen visar riktningen på det infraljud som påvisar en explosion. METEOSAT IR observation av en eldboll anges med ett orange kryss. Förutsedd höjd när objektet korsar Nilen och andra punkter är angivna. Den exakta banan för eldbollen har inte bekräftats.

2008 TC3 (Catalina Sky Surveys tillfälliga beteckning 8TA9D69) var en meteoroid, 2-5 meter i diameter, som gick in i jordens atmosfär 7 oktober 2008, 02:46 UTC (05:46 lokal tid) och brann upp innan den nådde jorden.

## Upptäckt
Meteoroiden upptäckes av en observatör vid Catalina Sky Survey's 1,5-meters teleskop vid Mount Lemmon, norr om Tucson, ungefär en dag före inträdet i atmosfären. Detta var det första objekt som observerades och spårades innan det nådde jorden. Systemet för att upptäcka och spåra jordnära objekt, något som brukar kallas Spaceguard provades. Totalt 586 positionsbestämningar och nästan lika många fotografiska observationer utfördes av 27 amatörer och professionella observatörer under 19 timmar och rapporterades till Minor Planet Center, som gav ut 25 rapporter under 11 timmar med nya banangivelser allteftersom rapporterna kom in. En förutsägelse om nedslag gjordes av Universitetet i Pisa och av Jet Propulsion Laboratory. Spektralanalyser gjordes av astronomer vid teleskopet vid La Palma, Kanarieöarna vilket gav att det skulle röra sig om en asteroid av spektralklass C eller M.

## Explosion
Man har bekräftat att objektet gick in i jordens atmosfär som en meteoroid över norra Sudan med en hastighet av 12,8 km/s vid en Asimutal vinkel på 281 grader och 19 grader mot horisonten.
Den exploderade tiotals av kilometer över marken med en energi motsvarande ett kiloton trotyl, vilket gav en stor eldboll över morgonhimlen. Mycket få människor bor i de avlägsna delar av den Nubiska öknen där explosionen inträffade. The Times rapporterade att meteoroidens "ljus var så intensivt att det lyste upp himlen likt fullmånen och att ett flygplan 1 400 km bort rapporterades ha sett en ljusblixt". En lågupplöst bild av explosionen togs av vädersatelliten Meteosat 8.  Bilderna från Meteosat placerar eldbollen vid: 21.00°N 32,15°Ö. Infraljudsdetektorer i Kenya märkte av ljudvågor från den riktning där eldbollen exploderade. Energin uppmättes motsvara 1,1 till 2,1 kiloton trotyl. Meteoroider av denna storleksklass träffar jorden två till tre gånger per år.
Meteoroidens bana kolliderade med jordens yta vid koordinaterna 20,3°N 33,5°Ö även om objektet förväntades brytas sönder 100–200 km västerut, något öster om Nilen och cirka 100 km söder om den egyptisk-sudanesiska gränsen.
Enligt källor inom den amerikanska regeringen upptäckte amerikanska satelliter inträdet i atmosfären klockan 02:45:40 UT, vid positionen: 20,9° N, 31,4° Ö vid 65,4 kilometers höjd och den slutliga explosionen vid 20°48′N 32°12′Ö / 20.800°N 32.200°Ö, 37 km över marken.